# Удакі
Удакі (Уалкі) (2-а пол. IX ст. до н. е.) — 1-й цар Манни до близько 820 року до н. е.

## Життєпис
Походив з племінної знаті манейців. Успадкував владу десь у 840-х роках до н. е. На той час внаслідок запеклих війн 880—870-х років до н. е. Ассирії з Нур-Ададом і Амеком, співправителями Замуа, це державне утворення розпадається і частково сходить до складу Новоассирійської імперії. деякий час Удакі боровся проти ассирійців під орудою Нікдіми (Мекдіми) і Нікдіари (Мектіари), правителів Внутрішньої Замуа. Поразка останнього наприкінці 850-х років до н. е. призвела до відкоремлення Манни. Невдовзі він стає гегемоном серед протодержав Внутрішньої Замуа, просунувши кордонн підвладних земель до меж племен мідійців. Він переніс столицю до Ізірту (на місці сучасного іранського міста Мехабад).
Близько 829/828 року до н. е. за наказом царя Шульману-ашареда III ассирійське військо на чолі із туртаном (головнокомандувачем) Даян-Ашшуром виступила проти Манни. Доволі швидко усі держави Внутрішньої Замуа було підкорено. Удалкі сховався в горах, внаслідок чого ассирійцям вдалося захопити багато худоби й столицю Манни. Після відходу ворогів цар Манни використав ослабленням усім сусідніх формувань, щоб розширити царство Манна.
824 року до н. е. Удакі зазнав поразки від Ішпуїні, царя Урарту. У записах про цю подію стверджувалося, що в стародавню державу Манна вдерлося військо в 10 тис. кінноти, 22 тис. піхоти та 106 колісниць. Все це суттєво послабило Манну, внаслідок чого від неї відпали залежні племена. після смерті Удакі паном Внеутрішньої Замуа став Шуллусуну (Шарсіна), син Мектіари (Нікдіари), правитель Харруни.
Про правителів Манни до 740 рок удо н. е. відсутні відомості. В цей час держава зазнала постійних нападів Ассирії і Урарту, внаслідок чого суттєво була послаблена й зрештою визнала зверхність ассирійських царів.